# Туризм в Габоне

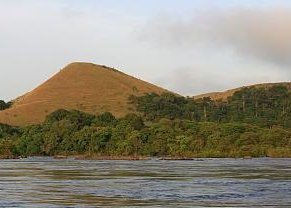
Национальный парк Лопе

Габон привлекает туристов своими пляжами, океанской и речной рыбалкой, водопадами на реке Огове, национальными парками. Туристы посещают также знаменитую больницу Альберта Швейцера в Ламбарене. Охота в Габоне разрешена в специальных районах с декабря по сентябрь.

## Достопримечательности

### Национальные парки
В Габоне 13 национальных парков, находящихся в разных районах страны. Больше всего туристов привлекают гиппопотамы в прибрежных водах и наблюдение за жизнью горилл в дикой природе.

### Музеи
Главный музей Габона — Национальный музей искусств и традиций, расположен в Либревиле.

## История
До недавнего времени власти Габона не уделяли внимания развитию туризма. Однако с 2000 года правительство Габона начало развивать этот сектор, особое внимание было уделено национальным паркам и сафари. В университете Либревиля был открыт факультет туризма.

## Статистика
Габон ежегодно посещают до 170 000 туристов. Доход от туризма оценивается приблизительно в 7 миллионов долларов в год. Въезжающим в Габон требуется виза, кроме граждан Франции и Германии. Необходима также прививка от желтой лихорадки.